# Sifferbo
Sifferbo er et byområde i Gagnefs kommun i Dalarnas län i Sverige beliggende nord for riksväg 70, nær grænsen til Borlänge kommun.

## Historie
Sifferbos historie går helt tilbage til 1500-tallet. Navnet betyder egentlig Sigfridsbo (efter bonden Sigfrid Persson) og blev skrevet Sefreboda henholdsvis Seffrebo i år 1668. I årenes løb er byen blevet stavet på 39 forskellige måder, hvor den seneste var Söffarbo. I byen har der tidligere arbejdet en lang række stenhuggere som har efterladt mange spor efter sig i form af stenbroer, gitterpæle, husgrunde og jordkældre.

### Historiske billeder
- Sifferbo, f.d. Bergkvist affär
- Sifferbo, Smejholn
- Sifferbo gamla skola

## Bebyggelsen
Bebyggelsen domineres af falunrødmalede træhuse som står langs Bygattu, som er Sifferbos hovedgade. Byens centrum kaldes Smejholn og ligger ved krydset Bygattu / Sifferbovägen. Her står majstangen, som hejses på lørdagen før den rigtige midsommerdag. I slutningen af august afholdes Sifferbo Trippeln, som er Sifferbos eget triatlon. Dette træningstriatlon arrangeres siden 2006 og består af 360 meter svømning i søen Gimmen, 12,9 km cykling samt 4,4 km løb rundt om Änjansdalen.

## Nutidige billeder
- Bygattu i vestlig retning
- Majstangen ved Smejholn
- Sifferbo "centrum"